# Radio K.W.
Radio K.W. (Radio Kreis Wesel) ist das Lokalradio für den Kreis Wesel. Es ging im Jahre 1990 als zweites NRW-Lokalradio auf Sendung und bekam seine Lizenz von der Landesanstalt für Medien Nordrhein-Westfalen. Chefredakteur ist André Fritz.

## Programm und Moderatoren
Wie alle zur Westfunk gehörenden Lokalsender versteht sich auch Radio K.W. als sogenannter Infotainment-Sender und bietet vor allem Lokalnachrichten, Verbraucher- und Eventtipps sowie regionale Verkehrsmeldungen und Wettervorhersagen. Der Sender sendet in einem AC-Format, also hauptsächlich populäre Musik der letzten Jahrzehnte gemischt mit aktuellen Chart-Titel. Werktäglich wird ein insgesamt achtstündiges Lokalprogramm produziert:
„Radio K.W. am Morgen“ von 6:00 Uhr bis 10:00 Uhr wird moderiert von Lena Semrok und Torben Wiedenhaupt. „Radio K.W. am Nachmittag“ von 14:00 Uhr bis 18:00 Uhr wird im Wechsel von Stefanie Hain, Michelle Bollen, Celina von Schweinichen und Alexander Baumeister moderiert. Samstags gibt es vier Stunden Lokalprogramm von 8:00 Uhr bis 12:00 Uhr mit Radio K.W. am Wochenende.
Die restliche Zeit wird das Rahmenprogramm von Radio NRW übernommen, ebenso die Nachrichten zur vollen Stunde und ein Werbeblock davor. Im Rahmen der gesetzlichen Vorschriften sendet Radio K.W. von Montag bis Samstag Bürgerfunk von 20.00 Uhr bis 21.00 Uhr sowie sonntags und feiertags von 19:00 Uhr bis 20:00 Uhr. Lokalnachrichten gibt es wochentags von 06:30 Uhr bis 17:30 Uhr sowie samstags während der lokalen Sendung.
Nach mehreren Umzügen in der Sendergeschichte von Moers, über Rheinberg nach Wesel sitzt der Sender seit März 2024 zusammen mit Radio Emscher Lippe, Radio Mülheim und Radio Oberhausen in einem gemeinsamen Funkhaus in der Zentrale der FUNKE Mediengruppe in Essen. Daneben gibt es weiterhin Reporterbüros in Wesel und Moers.

## Reichweite
Gemäß der Reichweitenanalyse E.M.A. NRW 2025 I erzielte Radio K.W. beim Wert „Hörer gestern“ (Montag bis Freitag) eine Quote von 21 %. Demnach schalten täglich etwa 81.000 Hörer ihr Lokalradio für den Kreis Wesel ein. In der sogenannten Kernzielgruppe der Hörer zwischen 14 und 49 Jahren erreicht der Sender 25 %, das sind 43.000 Hörer. Damit ist das Radio mit einem Marktanteil von 20 % gemeinsam mit WDR 2 Marktführer in der Zielgruppe 14–49 Jahren im gesamten Sendegebiet.
Die Verweildauer im Programm (durchschnittliche Hördauer in Minuten) ist deutlich gestiegen und liegt nun bei 182 Minuten (+69 Minuten innerhalb eines Jahres).
Die durchschnittliche Stundenreichweite über den ganzen Tag (Montag – Freitag) beträgt 6 %, damit schalten pro Stunde ca. 24.000 Menschen ein. Die meisten Hörer erreicht „Radio K.W. am Morgen“ mit Torben Wiedenhaupt, in der Woche täglich von 6.00–10.00 Uhr.

## Unternehmen
An Radio K.W. sind die Verleger-Holding Radio Wesel (99,22 Prozent Zeitungsverlag Niederrhein (89,4 Prozent Funke Mediengruppe und 10,6 Prozent Rheinisch-Westfälische Verlagsgesellschaft) und 0,78 Prozent PFD Pressefunk) mit 75 Prozent, Peter Fiele mit 24,69 Prozent, die Stadt Moers mit 0,16 Prozent, die Stadt Wesel mit 0,1 Prozent, die Stadt Kamp-Lintfort mit 0,03 Prozent, die Stadt Neukirchen-Vluyn mit 0,01 Prozent und die Stadt Rheinberg mit 0,01 Prozent beteiligt. Vermarktungsaufgaben im Bereich Radio-Werbung und Marketing wurden an Westfunk ausgelagert.

## Empfang
Radio K.W. deckt terrestrisch das gesamte Kreisgebiet Wesel sowie Teile angrenzender Kreise und Städte ab. Terrestrische Empfangsmöglichkeiten von Radio K.W.:
| Senderstandort        | Frequenz  | Leistung (ERP) | Empfangsregion                                                                                            |
| --------------------- | --------- | -------------- | --- |
| Fernmeldeturm Moers   | 91,7 MHz  | 100 W          | südlicher Kreis Wesel (Kamp-Lintfort, Moers, Neukirchen-Vluyn, Rheinberg)                                 |
| Sender Wesel Büderich | 107,6 MHz | 200 W          | nördlicher Kreis Wesel (Alpen, Dinslaken, Hamminkeln, Hünxe, Schermbeck, Sonsbeck, Voerde, Wesel, Xanten) |

Die Empfangsmöglichkeiten über das Kabelnetz von Vodafone Kabel Deutschland (zuvor Unitymedia ortsüblicher Netzanbieter) ist via UKW (FM) nicht mehr gegeben, da alle analog verbreiteten Radiosender im Netz abgeschaltet worden sind. Alternativ ist ein Empfang über das Internet möglich: Hierfür kann die eigene Radio K.W.-App, ein entsprechender Skill für Amazon Alexa oder der Radioplayer genutzt werden.